# 阿达利亚
阿达利亚，是西班牙卡斯蒂利亚-莱昂巴利亚多利德省的一个市镇。总面积16平方公里，
2001年普查人口總數為78人，人口密度為每平方公里5人。